# Teen Top
Teen Top (em coreano:  틴탑) é um boy group sul-coreano formado pela TOP Media em 2010. O grupo é composto por cinco integrantes: C.A.P, Chunji, Niel, Ricky e Changjo. A formação original do grupo incluía L.Joe, que deixou o grupo em fevereiro de 2017. Teen Top estreou com o single álbum Come Into the World em 9 de julho de 2010. O nome do grupo é um acrônimo para "Teenage Emoboy Emotion Next Generation Talent Object Praise.

## História

### 2010-2012: Estreia,Roman,It's, aRtisTeTo You
Em julho de 2010, Teen Top fez sua estreia com a faixa-título, Clap (em coreano:  박수), fora de seu primeiro álbum, Come into the World, que foi lançado em 9 de julho. O video musical para Clap tem a participação de Lizzy do After School.
Teen Top oficialmente estreou em 10 de julho Music Core, seguido pelo Inkigayo, recebendo críticas positivas para ambas as performances. Com base em suas performances, os internautas deram a Teen Top o apelido de "Knife Choreography".
Em 13 de janeiro de 2011, Teen Top fez seu primeiro retorno no M! Countdown com seu segundo single Supa Luv, que foi produzido por Shin Hyuk. A música, originalmente escrita e executada pela Redd Stylez, foi reescrita e traduzida para o coreano pela Wheesung.
Em 2 de março, Teen Top lançou um vídeo musical para uma versão remix de Supa Luv do A-rex, com cenas do filme americano Beastly. O remix foi então escolhido para a promoção do filme em toda a Ásia.
O grupo fez uma aparição no programa de notícias francês Le Grand Journal, para o qual eles receberam aclamação crítica impressionante em comparação com outros atos que apareceram no show. As performances de Supa Luv foi altamente elogiado, com os anfitriões comentando a dança sincronizada e os cabelos coloridos pastelados por cada membro. Os artistas notáveis que chegaram ao talk show também incluem Eminem, Usher, Lady Gaga, Black Eyed Peas e Rihanna.
O mini álbum de Teen Top, Roman, juntamente com sua faixa-título No More Perfume On You (em coreano:  향수뿌리지마) foi lançado digitalmente em 26 de julho e fisicamente em 27 de julho.

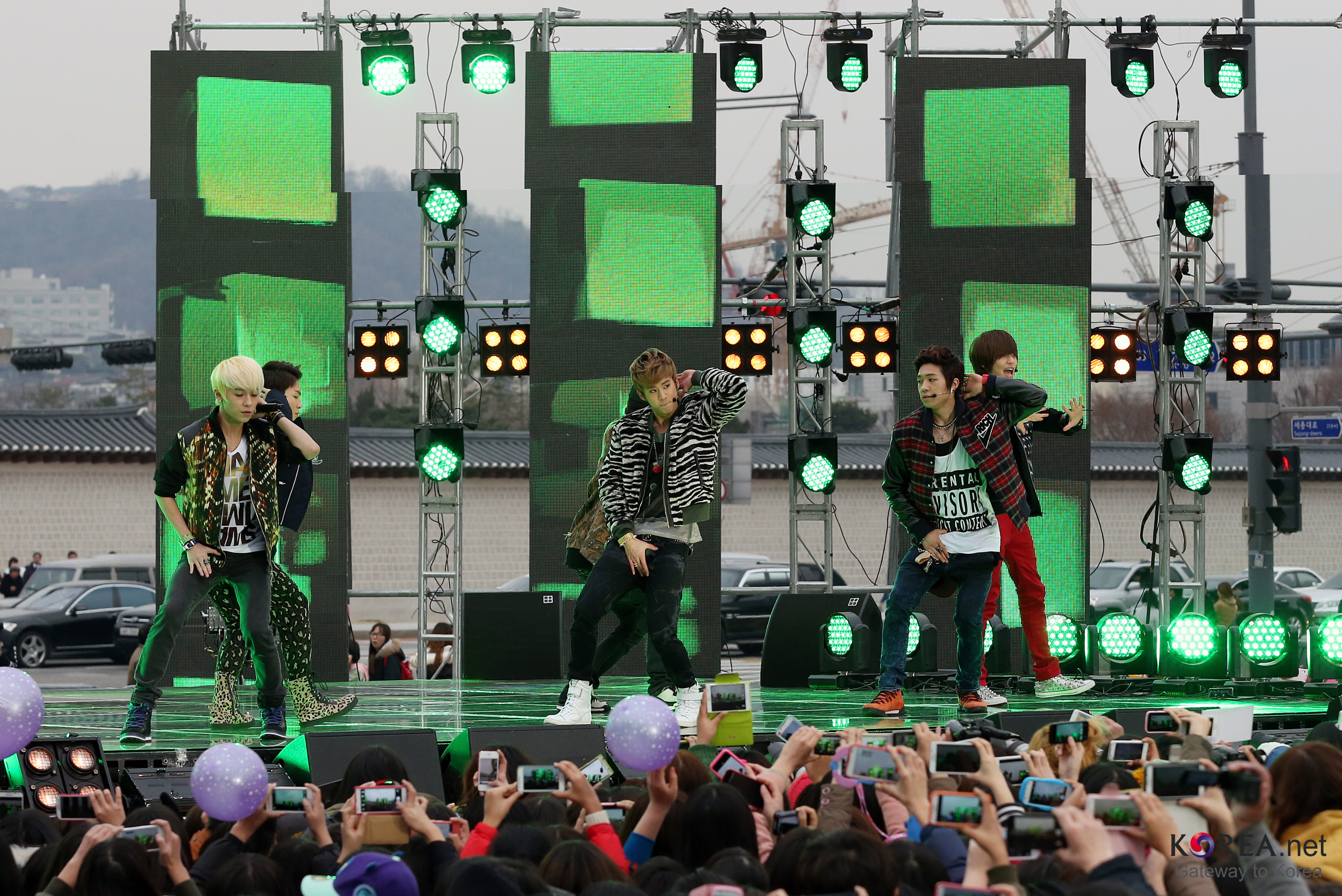
Teen Top durante uma performance no Inkigayo em 2012

Em janeiro de 2012, Teen Top lançou seu segundo mini-álbum It's. Todas as seis faixas foram inteiramente produzidas por Brave Brothers. O álbum deveria ser lançado à meia-noite de 4/5 de janeiro, mas, às 8 horas no dia 4 de janeiro, tinha vazado em diversos sites de música, obtendo mais de mil acessos em menos de 10 minutos.
Teen Top revelou o videoclipe de sua canção comeback Crazy em 5 de janeiro com a presença de Sohyun do 4Minute. A música foi introduzida no canal de televisão brasileira RedeTV. No programa de notícias de entretenimento Leitura Dinâmica ajudou Teen Top a ganhar interesse internacional.
Em 3 de fevereiro, Teen Top ganhou seu primeiro no Music Bank desde que estreou com Clap em 10 de julho de 2010. Além disso, eles receberam a honra de performar no palco final do Music Core, seguido por outra vitória no Inkigayo.
ARtisT, o terceiro EP do Teen Top, foi lançado no dia 30 de maio como um download digital, seguido do lançamento do vídeo musical para sua faixa-título To You. Os álbuns físicos foram lançados em 4 de junho de 2012. Com este álbum, o grupo ganhou muita atenção, tendo grandes posições em gráficos musicais.
Em 19 de junho, o grupo começou seu Teen Top Zepp Tour 2012 através do Japão com paradas em Osaka, Nagoya e Tóquio.
Em 3 de agosto, o vídeo musical para o single Be Ma Girl foi lançado, seguido da performance do Teen Top no Music Core um dia depois.

### 2013: Tour europeia,No. 1eTeen Top Class

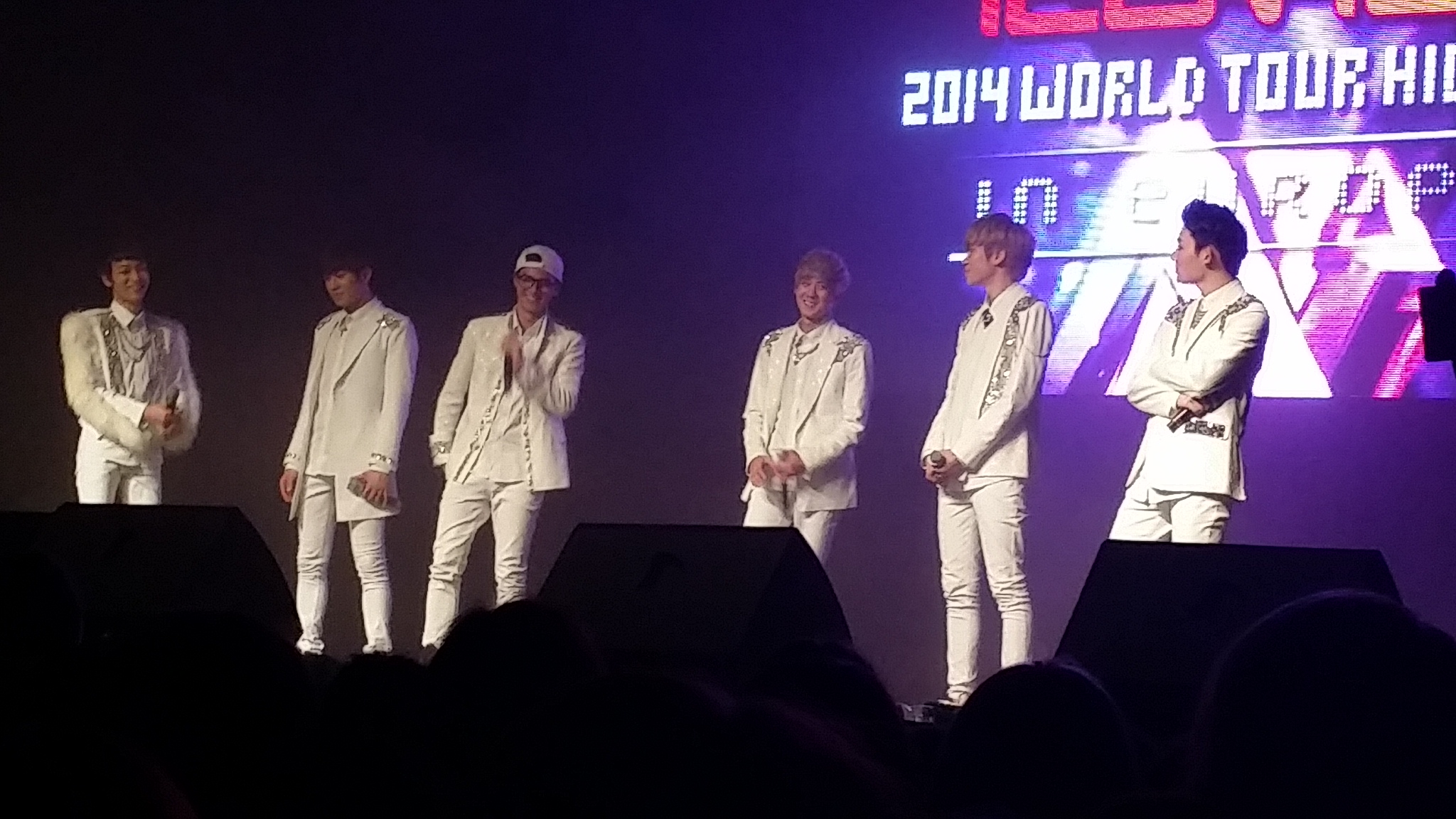
Teen Top no Petőfi Csarnok, Budapest, Húngara em abril de 2014

Em fevereiro de 2013, Teen Top iniciou sua primeira turnê europeia, TEEN TOP SHOW! Live tour in Europe 2013, fazendo paradas na Alemanha, Inglaterra, França e Espanha. A turnê foi bem sucedida e estabeleceu um novo recorde de decibel para o concerto em Paris, França.
No dia 8 de fevereiro, a TOP Media anunciou que Teen Top lançará seu primeiro álbum de estúdio, intitulado No. 1, em 25 de fevereiro, com uma faixa do álbum I Wanna Love. Tanto a música quanto o vídeo musical para I Wanna Love foram lançados dia 15 de fevereiro. O vídeo musical obteve as ruas de Hong Kong como cenário. Eles lançaram seu álbum completo digitalmente e fisicamente no dia 25 de fevereiro, juntamente com o seu vídeo musical completo para Miss Right mais tarde no mesmo dia.
Em 25 de agosto, Teen Top lançou seu 4º mini-álbum Teen Top Class com Rocking / No Joke como o single principal. O Teen Top ganhou três troféus de música para Rocking. O ciclo de promoção durou menos do que o habitual, o que os levou a lançar outro álbum repaginado intitulado Teen Top Class Addition em 24 de outubro com Lovefool como single principal.

### 2014:High Kick world tour,ÉxitoeSnow Kiss
Em fevereiro, Teen Top realizou seu show High Kick in Seoul no Salão Olímpico de Seul. Eles seguiram sua turnê mundial High Kick em vários países, como Canadá, China, Hong Kong, Japão, Rússia, Taiwan e países da América do Sul, como Colômbia, Chile, México, Panamá e Peru.
Em setembro, eles lançaram seu quarto extended play, Exito com Missing como single principal. Eles fizeram sua primeira performance ao vivo no M! Countdown no dia 11 de setembro, antes do lançamento. O ciclo de promoção durou menos do que o habitual, o que os levou a lançar um álbum repaginado, intitulado Love Two Exitoo dos anos 20, no dia 10 de novembro. I'm Sorry foi o principal single do álbum, no qual não foi promovido em shows de música.
Em novembro, eles realizaram seu primeiro show e encontro de fãs na Tailândia, intitulado My Dear Angels in Bangkok. Em dezembro, realizaram outro concerto, mas em quatro cidades no Japão.
Em dezembro, lançaram seu primeiro álbum único sazonal, Snow Kiss com o mesmo título que o single principal.

### 2015-2016:Natural BorneRed Point
A TOP Media anunciou que Teen Top realizará o seu exclusivo show solo My Dear Angels em Los Angeles no ORPHEUM TEATER em 11 de abril. Este evento foi cancelado devido a problemas internos de financiamento; Team Angel assume total responsabilidade pelo cancelamento.
Seu 6º mini-álbum intitulado Natural Born Teen Top em 22 de junho e no mesmo dia lançou o vídeo musical para o single principal Ah-Ah, uma música escrita e produzida por Black Eyed Pilseung e Sam Lewis. Após o lançamento, Natural Born Teen Top estreou no n. ° 1 na tabela de álbuns Gaon da Coreia do Sul, bem como no número 13 no quadro de álbuns mundiais da Billboard.
Em 4 de julho, Teen Top realizou seu concerto de 5° aniversário em Tóquio, e continuou em Seul, Nagoya, Kobe e terminou em Fukuoka em 17 de agosto. O grupo também frequentou a KCON em Nova York junto com Girls' Generation e outros artistas sul-coreanos em 8 de agosto de 2015.
No dia 31 de julho, o Teen Top lançou o single exclusivo Except for Me para o álbum Brave Brothers 10th Anniversary.
Teen Top frequentou a 2015 Feel Korea na turnê de Nova Deli, na Índia, atuando em 29 de agosto no Auditório Sirifort de Nova Deli.
No dia 17 de janeiro, o vídeo musical para a faixa do título, Warning Sign, foi lançado. No dia seguinte, em 18 de janeiro de 2016, Teen Top lançou o mini-álbum, Red Point. O álbum veio em duas versões: Chic ver. E Urban ver.

### 2017-presente: Saída de L.Joe eHigh Five
Em 9 de fevereiro de 2017, foi relatado que L.Joe solicitou o encerramento de seu contrato com a TOP Media. Não foi confirmado se a gravadora realmente iria encerrar o contrato de L.Joe. Isso ocorreu em uma época em que Teen Top está se preparando para seu retorno. Foi dito que L.Joe gravou para o novo álbum, o que acrescenta mais obstáculos a respeito do retorno e da partida de L.Joe.
Em abril de 2017, Teen Top lançou seu segundo álbum de estúdio intitulado High Five.

## Integrantes
- C.A.P (em coreano:  캡), nascido Bang Minsoo (em coreano:  방민수) em 4 de novembro de 1992 (32 anos).[38]
- Chunji (em coreano:  천지), nascido Lee Chanhee (em coreano:  이찬희) em 5 de outubro de 1993 (31 anos).[39]
- Niel (em coreano:  니엘), nascido Ahn Daniel (em coreano:  안다니엘) em 16 de agosto de 1994 (30 anos).[40]
- Ricky (em coreano:  리키), nascido Yoo Changhyun (em coreano:  유창현) em 27 de fevereiro de 1995 (30 anos).[41]
- Changjo (em coreano:  창조), nascido Choi Jonghyun (em coreano:  최종현) em 16 de novembro de 1995 (29 anos).[42]

### Ex-integrantes
- L.Joe (em coreano:  엘조), nascido Lee Byunghun (em coreano:  이병헌) em 23 de novembro de 1993 (31 anos).

## Discografia
| EPs - 2011: Roman - 2012: It's - 2012: aRtisT - 2013: Teen Top Class - 2014: Éxito - 2015: Natural Born - 2016: Red Point Álbuns single - 2010: Come into the World - 2011: Transform - 2012: Be Ma Girl Summer Special Álbuns de estúdio - 2013: No. 1 - 2013: No. 1 Repackage Special Edition Singles promocionais - 2011: Supa Luv A-Rex Remix | Álbuns de compilação - 2012: Japan First Edition |  |

### Videoclipes
| Ano  | Canção                                                   | Álbum                                      |
| ---- | -------------------------------------------------------- | ------------------------------------------ |
| 2010 | "박수" (Clap)                                            | Come into the World                        |
| 2010 | "박수" (Clap) [Dance Version]                            | Come into the World                        |
| 2011 | "Supa Luv"                                               | Transform                                  |
| 2011 | "Supa Luv" [Dance Version]                               | Transform                                  |
| 2011 | "Supa Luv (A-Rex Remix)"                                 | Supa Luv A-Rex Remix                       |
| 2011 | "Angel"                                                  | Transform                                  |
| 2011 | "향수 뿌리지마" (No More Perfume on You)                 | Roman                                      |
| 2011 | "향수 뿌리지마" (No More Perfume on You) [Dance Version] | Roman                                      |
| 2012 | "미치겠어" (Crazy)                                       | It's                                       |
| 2012 | "미치겠어" (Crazy) [Dance Version]                       | It's                                       |
| 2012 | "미치겠어" (Crazy) [Remix Special]                       | It's                                       |
| 2012 | "To You"                                                 | aRtisT                                     |
| 2012 | "To You" [Dance Version]                                 | aRtisT                                     |
| 2012 | "나랑 사귈래?" (Be ma Girl)                              | Summer Special '나랑 사귈래'? (Be ma Girl) |
| 2012 | "나랑 사귈래?" (Be ma Girl) [Performance Version]        | Summer Special '나랑 사귈래'? (Be ma Girl) |
| 2012 | "나랑 사귈래?" (Be ma Girl) [Hand Heart Version]         | Summer Special '나랑 사귈래'? (Be ma Girl) |
| 2013 | "긴 생머리 그녀" (Miss Right) "장난아냐 " (Rocking)      | No.1                                       |
| 2014 | "쉽지않아" (Missing)                                     | Éxito                                      |
| 2014 | "우린 문제 없어" (I'm Sorry)                             | Éxito                                      |
| 2015 | "아침부터 아침까지" (Ah-ah)                              | Natural Born                               |
| 2016 | "사각지대" (Warning Sign)                                | Red Point                                  |
| 2017 | "재밌어?" (Love_is)                                      | High Five                                  |

## Filmografia

### Reality shows
| Ano  | Título                          | Hangul                        | Episódios                                          | Rede de TV | Membros participantes                    |
| ---- | ------------------------------- | ----------------------------- | -------------------------------------------------- | ---------- | ---------------------------------------- |
| 2010 | Mnet Scandal                    |                               |                                                    | Mnet       | C.A.P & L.Joe                            |
| 2010 | Making the Artist, 1ª Temporada |                               |                                                    |            | Todos                                    |
| 2010 | Road to Japan                   |                               |                                                    |            | Todos                                    |
| 2011 | Making the Artist, 2ª Temporada |                               |                                                    |            | Todos                                    |
| 2012 | Secret Island                   |                               |                                                    | Mnet       | Todos                                    |
| 2012 | Teen Top Rising 100%            | 틴탑의 뜬다 백퍼              | Todos os 10; 16 de junho - 18 de agosto            | SBS MTV    | Todos (com os colegas de gravadora 100%) |
| 2012 | Teen Top & 100% Rising Brothers | 틴탑&백퍼센트의 떴다 브라더스 | Todos os 12; 26 de outubro - 11 de janeiro de 2013 | MBC Music  | Todos (com os colegas de gravadora 100%) |
| 2015 | Teen TOP: The New Beginning     |                               | 10 episódios                                       | VApp       | Todos                                    |

### Programas de variedades
- 17 de junho de 2013: Beatles Code 2 (Chunji) na Mnet - convidado com Shinhwa, Seo Min-woo (100%) e Hyoeun (Stellar).[48]

## Turnês
| Ano  | Turnê                                   | Data            | Local                                                        |
| ---- | --------------------------------------- | --------------- | ------------------------------------------------------------ |
| 2013 | TEEN TOP SHOW! Live tour in Europe 2013 | 2 de fevereiro  | Munique, Alemanha Backstage Werk                             |
| 2013 | TEEN TOP SHOW! Live tour in Europe 2013 | 3 de fevereiro  | Dortmund, Alemanha Freizeitzentrum West (FZW)                |
| 2013 | TEEN TOP SHOW! Live tour in Europe 2013 | 8 de fevereiro  | Londres, Inglaterra The Forum                                |
| 2013 | TEEN TOP SHOW! Live tour in Europe 2013 | 9 de fevereiro  | Paris, França Le Trianon                                     |
| 2013 | TEEN TOP SHOW! Live tour in Europe 2013 | 10 de fevereiro | Barcelona, Espanha Sala Apolo                                |
| 2013 | Teen Top No. 1 Asia Tour                | 11 de maio      | Seul, Coreia do Sul Estádio HwaJeong, Universidade da Coreia |
| 2013 | Teen Top No. 1 Asia Tour                | 18 de maio      | Kobe, Japão Kobe International House                         |
| 2013 | Teen Top No. 1 Asia Tour                | 21 de maio      | Tóquio, Japão International Forum Hall A                     |
| 2013 | Teen Top No. 1 Asia Tour                | 22 de maio      | Tóquio, Japão International Forum Hall A                     |

## Prêmios e indicações
| Ano  | Prêmio                                          | Categoria                       | Resultado | Ref           |
| ---- | ----------------------------------------------- | ------------------------------- | --------- | ------------- |
| 2010 | So-Loved Awards (European K-Pop Awards)         | Melhor Novato Masculino         | Venceu    | [ 59 ]        |
| 2010 | Mnet Asian Music Awards                         | Melhor Novo Artista Masculino   | Indicado  | [ 60 ]        |
| 2011 | So-Loved Awards (European K-Pop Awards)         | Melhor Coreografia ("Supa Luv") | Venceu    | [ 61 ]        |
| 2011 | 18º Republic of Korea Entertainment Arts Awards | Rookie do Ano                   | Venceu    | [ 62 ]        |
| 2011 | 20º Seoul Music Awards                          | Prêmio de Popularidade          | Indicado  | [ 63 ]        |
| 2012 | Melon Music Awards                              | Bonsang                         | Indicado  | [ 64 ]        |
| 2012 | 21º Seoul Music Awards                          | Bonsang                         | Indicado  | [ 65 ]        |
| 2012 | Soompi Gayo Awards                              | Top Grupo Masculino (Prata)     | Venceu    | [ 66 ]        |
| 2013 | 27º Golden Disk Awards                          | Álbum Single do Ano             | Venceu    | [ 67 ]        |
| 2013 | 27º Golden Disk Awards                          | Prêmio MSN Southeast Asia       | Indicado  | [ 68 ]        |
| 2013 | 22º Seoul Music Awards                          | Bonsang                         | Indicado  | [ 69 ] [ 70 ] |
| 2013 | 22º Seoul Music Awards                          | Prêmio de Popularidade          | Indicado  | [ 71 ] [ 70 ] |

### Programas musicais
O Teen Top possui conquistas em programas musicais da televisão coreana. Inkigayo vai ao ar na SBS, e o Music Bank é exibido pela KBS.

#### Music Bank
| Ano  | Data           | Canção              |
| ---- | -------------- | ------------------- |
| 2012 | 3 de fevereiro | "Going Crazy"       |
| 2013 | 6 de setembro  | "Rocking (No Joke)" |
| 2014 | 26 de setembro | "Missing"           |

#### Inkigayo
| Ano  | Data           | Canção              |
| ---- | -------------- | ------------------- |
| 2012 | 5 de fevereiro | "Going Crazy"       |
| 2013 | 8 de setembro  | "Rocking (No Joke)" |